# Rocky (Oklahoma)
Rocky es un pueblo ubicado en el condado de Washita en el estado estadounidense de Oklahoma. En el año 2010 tenía una población de 162 habitantes y una densidad poblacional de 270 personas por km².

## Geografía
Rocky se encuentra ubicado en las coordenadas 35°9′23″N 99°3′36″O / 35.15639, -99.06000 (35.156397, -99.059987).

## Demografía
Según la Oficina del Censo en 2000 los ingresos medios por hogar en la localidad eran de $30,972 y los ingresos medios por familia eran $42,500. Los hombres tenían unos ingresos medios de $21,786 frente a los $20,500 para las mujeres. La renta per cápita para la localidad era de $14,193. Alrededor del 15.8% de la población estaban por debajo del umbral de pobreza.